# Landesärztekammer Brandenburg
Die Landesärztekammer Brandenburg ist die Ärztekammer für das Bundesland Brandenburg. Sie ist eine Körperschaft des öffentlichen Rechts mit Sitz in Cottbus. Sie unterhält Geschäftsstellen in Potsdam und Cottbus.

## Organisation
Organe der Landesärztekammer Brandenburg sind gemäß § 8 Heilberufsgesetz (HeilBerG) des Landes Brandenburg:
1. die Kammerversammlung (zurzeit 92 gewählte Delegierte)
2. der Vorstand (Präsident, 1 Vizepräsident und 6 Beisitzer)
3. der Präsident

## Aufgaben

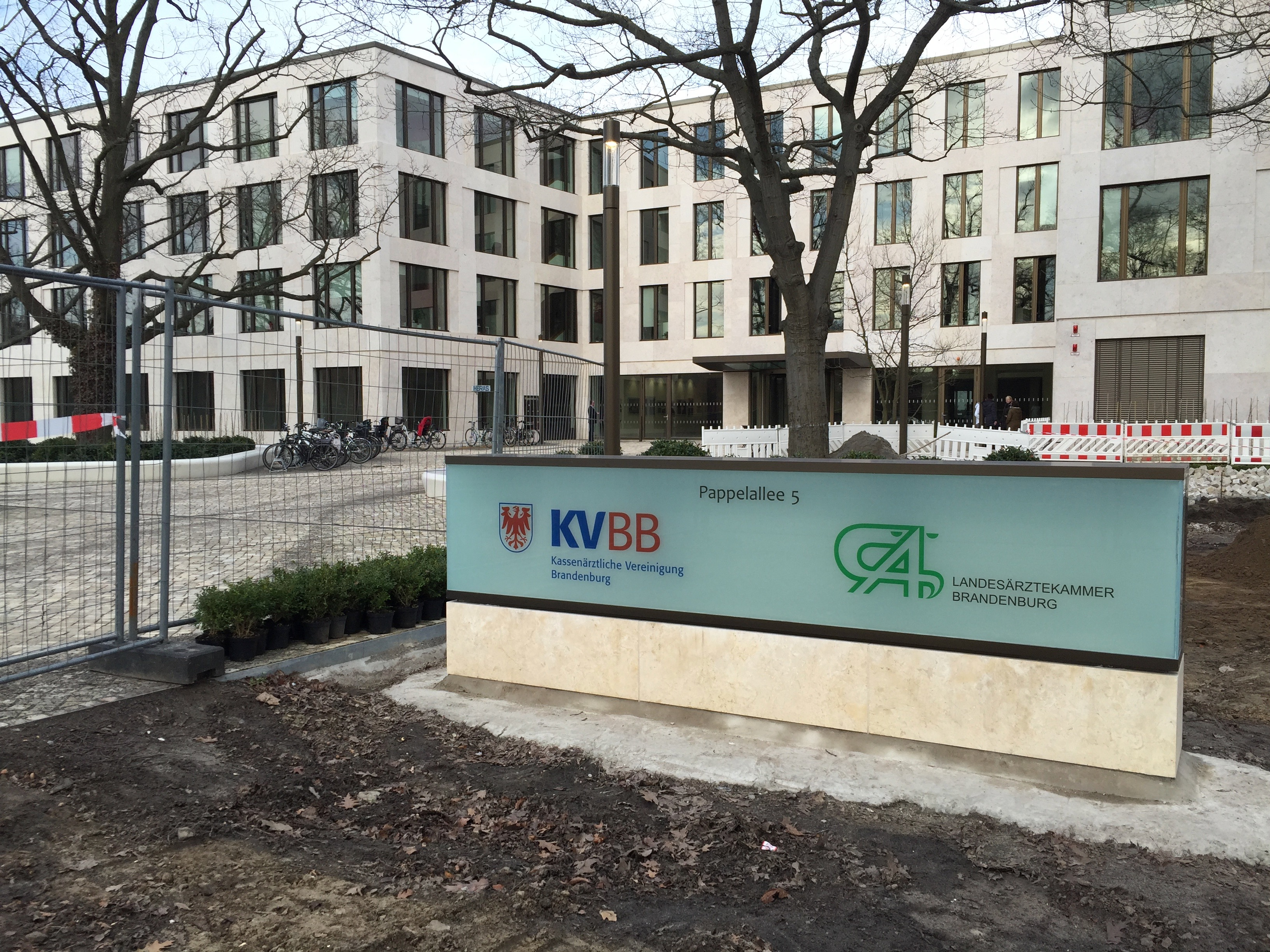
Haus der Landesärztekammer Brandenburg in Potsdam 2016

Die Landesärztekammer Brandenburg ist das Selbstverwaltungsorgan der Brandenburger Ärzteschaft. Angehörige der Landesärztekammer Brandenburg sind alle Ärztinnen und Ärzte, die im Land Brandenburg ihren Beruf ausüben oder, falls sie ihren Beruf nicht ausüben, ihren gewöhnlichen Aufenthalt haben, sowie Fachwissenschaftler in der Medizin gemäß Abschnitt 2, § 3 Absatz 2 HeilBerG. Die Aufgaben der Landesärztekammer sind in § 2 Abs. 1 HeilBerG geregelt. Dazu gehören:
- Interessenwahrnehmung
- Berufsaufsicht
- Förderung der Qualitätssicherung im Gesundheitswesen
- Unterstützung des öffentlichen Gesundheitsdienstes
- Sicherstellung eines ärztlichen Bereitschaftsdienstes
- Streitschlichtung
- Schaffung von Fürsorgeeinrichtungen und Versorgungseinrichtungen
- Abgabe von Stellungnahmen gegenüber Behörden
- Übermittlung von An-, Ab- und Änderungsmeldungen von Kammerangehörigen an die zuständigen Gesundheitsämter
- Ausgabe von Heilberufsausweisen
- Ausstellung von Europäischen Berufsausweisen

## Geschichte
Am 5. Mai 1990 bildete sich in Cottbus um Roger Kirchner eine Initiativgruppe „Kammerbildung“ mit 15 Teilnehmern und tagte am 22. Mai 1990 mit 30 delegierten Ärzten aus dem Bezirk Cottbus in Cottbus. Am 16./28. Juni 1990 erfolgte die Gründung des „Ärztekammer Land Brandenburg e.V.“ in Cottbus; 41 Vertreter der Bezirke Potsdam, Frankfurt/Oder und Cottbus wählen Roger Kirchner zum Vorstandsvorsitzenden. Am 21. Juli 1990 beschließt die Versammlung der Ärztekammer in Potsdam die Durchführung von Kammerwahlen. Am 30. August 1990 bestätigte der Minister für Gesundheitswesen der DDR, die „Ärztekammer Land Brandenburg“ gemäß dem „Kammergesetz“ als Körperschaft des öffentlichen Rechts. Die konstituierende Kammerversammlung fand am 29. September 1990 in Cottbus statt.